# Leucosyke negrosensis
Leucosyke negrosensis är en nässelväxtart som beskrevs av Charles Budd Robinson. Leucosyke negrosensis ingår i släktet Leucosyke och familjen nässelväxter. Inga underarter finns listade i Catalogue of Life.